# بيل لي
بيل لي (بالإنجليزية: Bill Lee)‏ (و. 1928 – م) هو ملحن، وممثل، ومؤلفو موسيقى تصويرية، من الولايات المتحدة الأمريكية، ولد في أتلانتا، جورجيا.

## وصلات خارجية
- بيل لي على موقع IMDb (الإنجليزية)
- بيل لي على موقع ألو سيني (الفرنسية)
- بيل لي على موقع ميوزك برينز (الإنجليزية)
- بيل لي على موقع ميوزك برينز (الإنجليزية)
- بيل لي على موقع أول موفي (الإنجليزية)
- بيل لي على موقع قاعدة بيانات برودواي على الإنترنت (الإنجليزية)
- بيل لي على موقع قاعدة بيانات الأفلام السويدية (السويدية)
- بيل لي على موقع أول ميوزيك (الإنجليزية)
- بيل لي على موقع ديسكوغز (الإنجليزية)
- بيل لي على موقع قاعدة بيانات الفيلم (الإنجليزية)